# Kwango (rivière)
Pour les articles homonymes, voir Kwango.
Le Kwango (aussi anciennement appelé Couango) est une rivière d’Afrique centrale qui prend source dans le nord de l’Angola et traverse une partie de la république démocratique du Congo et un affluent du Kwilu, donc un sous-affluent du Congo par le Kasaï. 

## Géographie
Le Kwango a sa source dans le plateau d’Alto Chicapa dans le Lunda-Sud en Angola, près de la source de la Tshikapa à quelques kilomètres au nord des sources du Kasaï et de la Lwando.
Il coule principalement vers le nord, séparant la province de Lunda-Sud de la province de Bié, et ensuite de la provinc de Malanje. Il traverse ensuite le Lunda-Nord pour ensuite servir de frontière naturelle entre l’Angola (provinces de Malanje et de Uíge) et le Congo-Kinshasa (district du Kwango, province du Bandundu). Il traverse le district du Kwango au Congo-Kinshasa, où il sépare ensuite la ville-province de Kinshasa du district Kwilu.
Il se déverse dans le Kwilu, près de Bandundu. Le Kwilu se déverse ensuite dans le Kasaï, lui-même affluent du fleuve Congo.

## Affluents
- Lubishi
- Lubila
- Lue
- Lumaye
- Lonzo
  - Fulula
- Wamba
  - Bakali
  - Konzi
  - Twana
  - Tunduala
- Kianga
- Manzangi
- Luembe
- Fundu
- Ganga
- Pesa
- Fufu